# Шуа, Лол Махамат
Лол Махамат Шуа (араб. لول محمد شوا‎, фр. Lol Mahamat Shua; 15 июня 1939, Мао, Французская Экваториальная Африка — 15 сентября 2019, Нджамена, Республика Чад) — чадский политик, который с 29 апреля по 3 сентября 1979 года занимал пост главы государства. Он был президентом политической партии Митинг за Демократию и Прогресс (RDP, РДП).

## Биография
Лол Махамат Шуа приверженец ислама и представитель этнической группы канембу, Шуа пришёл к власти во время Первой гражданской войны в Чаде. Народное движение за освобождение Чада (MPLT, МПЛТ), повстанческая группировка канембу, поддерживаемая Нигерией, наряду с центральным правительством, Вооружёнными силами Севера (FAN, ФАН) и Народными Вооруженными силами (FAP, ФАП), были основными комбатантами. Когда в Кано была организована мирная конференция, МПЛТ, испытывавший нехватку членов, выбрал Лола главой своей делегации на встрече.
Под давлением Нигерии 29 апреля 1979 года Лол был назначен главой Переходного правительства национального единства (GUNT, ГУНТ) четырьмя фракциями, присутствовавшими на конференции в Кано I. В состав ГУНТ входил 21 министр, из которых 11 были северянами, а 10 — южанами. Гукуни Уэддеи, глава ФАП, стал министром внутренних дел, Хиссен Хабре стал министром обороны, а Вадаль Абделькадер Камуге, лидер Вооружённых сил Чада (FAT, ФАТ), стал вице-президентом. Но переходное правительство исключило из своего состава все про-ливийские силы; в результате было сформировано конкурирующее правительство, поддерживаемое Муаммаром Каддафи; оно называлось Демократическим революционным советом (CDR, КДР), и его возглавлял Ахмат Асиль.
Проблема конкурирующего правительства и сопротивление переходного правительства влиянию Нигерии привели к проведению двух новых мирных конференций, на этот раз в Лагосе. 21 августа было подписано соглашение между всеми фракциями, включая КДР; оно стало известно как Лагосское соглашение. Соглашение привело к замене Шуа на Гукуни в качестве главы переходного правительства, что и было сделано 3 сентября.
Шуа занимал пост министра транспорта в правительстве Хабре с 1982 по 1985 год, после возвращения из изгнания в Париж в 1979 году. Идрис Деби сверг Хабре в 1990 году, и когда в 1992 году он легализовал оппозиционные партии, одной из них стало РДП Шуа, базировавшееся в основном в регионе Канем. С 15 января 1993 года по 7 апреля 1993 года проходила Суверенная национальная конференция, которая положила начало переходу к многопартийным выборам. Среди решений конференции было создание переходного законодательного органа — Высшего переходного совета (CST, КСТ), состоящего из 57 членов, президентом которого стал Шуа. Шуа занимал пост президента КСТ до тех пор, пока не вступил в конфликт с Деби, в результате чего 15 октября 1994 года КСТ заменил его Махаматом Баширом, сторонником Патриотического движения спасения (MPS, МПС) Деби.
В июне 1996 года в Чаде прошли первые в истории многопартийные президентские выборы. Шуа занял пятое место, набрав 5,93 % голосов, а Деби победил во втором туре, состоявшемся в июле. Он был избран в Национальное ассамблею в качестве кандидата от РДП в первом туре парламентских выборов 1997 года.
На президентских выборах 2001 года РДП поддержала Деби, и партия в союзе с МПС Деби получила 12 мест (из 155) на парламентских выборах 2002 года. Сам Шуа был переизбран в Национальную ассамблею в качестве кандидата от РДП от округа Мао в департаменте Канем. Шуа является президентом парламентской группы РДП в Национальном собрании. В 2005 году, во время конституционного референдума об отмене ограничений на президентский срок, Шуа и его партия бойкотировали голосование.
После заключения в августе 2007 года соглашения между политическими партиями о подготовке к парламентским выборам в 2009 году Шуа возглавил комитет, контролирующий выполнение соглашения.
По данным РДП, 3 февраля 2008 года во время сражения между правительственными войсками и повстанцами за контроль над Нджаменой Шуа был арестован сотрудниками президентской гвардии, которые «действовали с невероятной жестокостью», и увезён в кузове грузовика. После того как международное сообщество выразило обеспокоенность судьбой Шуа и двух других оппозиционных политиков (Ибни Умара Махамата Салеха и Нгарледжи Йоронгара), которые, как сообщается, также были арестованы, 14 февраля министр внутренних дел Ахмат Махамат Башир заявил, что Шуа «найден» и что он всё ещё жив. Также 14 февраля Министерство иностранных дел Франции заявило, что послу Франции в Чаде было разрешено навестить Шуа, который находился в военной тюрьме. 16 февраля министр связи Урмаджи Мусса Думгор заявил, что Шуа содержится вместе с военнопленными. 22 февраля министр иностранных дел Ахмад Аллам-Ми заявил, что Шуа был пойман в кинотеатре на «Пойман с поличным» и содержится под стражей для проведения расследования. РДП резко осудила это заявление.
26 февраля правительство объявило, что Шуа помещён под домашний арест.
Умер 15 сентября 2019 года от рака в Нджамене в возрасте 80 лет.